# 1. Fußball-Club Nürnberg Verein für Leibesübungen 2018-2019
Questa voce raccoglie le informazioni riguardanti il 1. Fußball-Club Nürnberg Verein für Leibesübungen  nelle competizioni ufficiali della stagione calcistica 2018-2019.

## Stagione
Nella stagione 2018-2019 il Norimberga, allenato da Boris Schommers, concluse il campionato di Bundesliga al 18º posto e retrocesse in 2. Bundesliga. In coppa di Germania il Norimberga fu eliminato agli ottavi di finale dall'Amburgo.

## Rosa
| N. |                     | Ruolo | Calciatore         |
| -- | ------------------- | ----- | ------------------ |
| 1  | Germania (bandiera) | P     | Fabian Bredlow     |
| 30 | Germania (bandiera) | P     | Patric Klandt      |
| 26 | Germania (bandiera) | P     | Christian Mathenia |
| 8  | Germania (bandiera) | D     | Robert Bauer       |
| 4  | Brasile (bandiera)  | D     | Ewerton            |
| 2  | Germania (bandiera) | D     | Kevin Goden        |
| 23 | Germania (bandiera) | D     | Tim Leibold        |
| 34 | Germania (bandiera) | D     | Dennis Lippert     |
| 33 | Austria (bandiera)  | D     | Georg Margreitter  |
| 28 | Germania (bandiera) | D     | Lukas Mühl         |
| 22 | Germania (bandiera) | D     | Enrico Valentini   |
| 18 | Germania (bandiera) | C     | Hanno Behrens      |
| 29 | Germania (bandiera) | C     | Patrick Erras      |
| 35 | Germania (bandiera) | C     | Alexander Fuchs    |
| 16 | Croazia (bandiera)  | C     | Ivo Iličević       |

| N. |                        | Ruolo | Calciatore                 |
| -- | ---------------------- | ----- | -------------------------- |
| 20 | Austria (bandiera)     | C     | Lukas Jäger                |
| 10 | Germania (bandiera)    | C     | Sebastian Kerk             |
| 17 | Germania (bandiera)    | C     | Eduard Löwen               |
| 27 | Brasile (bandiera)     | C     | Matheus Pereira            |
| 31 | Rep. Ceca (bandiera)   | C     | Ondřej Petrák              |
| 38 | Germania (bandiera)    | C     | Simon Rhein                |
| 37 | Germania (bandiera)    | C     | Timothy Tillman            |
| 9  | Svezia (bandiera)      | A     | Mikael Ishak               |
| 19 | Germania (bandiera)    | A     | Törles Knöll               |
| 14 | Giappone (bandiera)    | A     | Yūya Kubo                  |
| 24 | Paesi Bassi (bandiera) | A     | Virgil Misidjan            |
| 21 | Germania (bandiera)    | A     | Federico Palacios Martínez |
| 7  | Camerun (bandiera)     | A     | Edgar Salli                |
| 11 | Slovacchia (bandiera)  | A     | Adam Zreľák                |

## Organigramma societario
Area tecnica
- Allenatore: Boris Schommers
- Allenatore in seconda: Marek Mintál
- Preparatore dei portieri: Martin Scharrer
- Preparatori atletici:

## Risultati

### Bundesliga

#### Girone di andata
| Arbitro: | Welz |

|              |           |  |
| Ibišević 27’ | Marcatori |  |

| Arbitro: | Winkmann |

|           |           |            |
| Ishak 48’ | Marcatori | 25’ Mateta |

| Arbitro: | Schlager |

|               |           |              |
| Eggestein 26’ | Marcatori | 90’ Misidjan |

| Arbitro: | Dankert |

|                            |           |  |
| Anton 76’ (aut.) Knöll 77’ | Marcatori |  |

| Arbitro: | Ittrich |

|                                                                    |           |  |
| Larsen 9’ Reus 32’, 58’ Hakimi 49’ Akanji 74’ Sancho 85’ Weigl 88’ | Marcatori |  |

| Arbitro: | Osmers |

|                                                    |           |  |
| Behrens 28’ (rig.) Ishak 64’ Palacios-Martínez 78’ | Marcatori |  |

| Arbitro: | Stieler |

|                                                       |           |  |
| Kampl 3’ Poulsen 7’ Sabitzer 21’, 55’ Werner 32’, 59’ | Marcatori |  |

| Arbitro: | Zwayer |

|                    |           |                            |
| Behrens 18’ (rig.) | Marcatori | 50’, 57’ Nelson 67’ Szalai |

| Arbitro: | Schröder |

|            |           |            |
| Zreľák 78’ | Marcatori | 90’ Haller |

| Arbitro: | Ittrich |

|                            |           |                    |
| Finnbogason 11’ Schmid 59’ | Marcatori | 54’ Fuchs 88’ Mühl |

| Arbitro: | Dingert |

|  |           |                          |
|  | Marcatori | 68’ Baumgartl 82’ Thommy |

| Arbitro: | Winkmann |

|                                                          |           |                                  |
| Skrzybski 26’, 84’ Harit 32’ Burgstaller 70’ Oczipka 90’ | Marcatori | 38’ Palacios-Martínez 78’ Zreľák |

| Arbitro: | Steinhaus |

|                 |           |             |
| Margreitter 56’ | Marcatori | 30’ Havertz |

| Arbitro: | Stieler |

|                                |           |  |
| Lewandowski 9’, 27’ Ribéry 56’ | Marcatori |  |

| Arbitro: | Jablonski |

|  |           |                         |
|  | Marcatori | 58’ Ginczek 90’ Brekalo |

| Arbitro: | Schröder |

|                     |           |  |
| Hazard 47’ Pléa 86’ | Marcatori |  |

| Arbitro: | Kampka |

|  |           |           |
|  | Marcatori | 19’ Gulde |

#### Girone di ritorno
| Arbitro: | Winkmann |

|             |           |                            |
| Behrens 42’ | Marcatori | 15’ Ibišević 50’, 70’ Duda |

| Arbitro: | Dankert |

|                                  |           |                 |
| Brosinski 12’ (rig.) Quaison 73’ | Marcatori | 43’ Margreitter |

| Arbitro: | Kampka |

|           |           |               |
| Ishak 87’ | Marcatori | 64’ Eggestein |

| Arbitro: | Welz |

|                 |           |  |
| Müller 45’, 77’ | Marcatori |  |

| Norimberga 18 febbraio 2019, ore 20:30 22ª giornata | Norimberga | 0 – 0 referto | Borussia Dortmund | Max-Morlock-Stadion (50.000 spett.)\| Arbitro: \| Osmers \| |
| Arbitro:                                            | Osmers     |               |                   |                                                             |

| Arbitro: | Stegemann |

|                              |           |           |
| Ewerton 62’ (aut.) Ayhan 83’ | Marcatori | 41’ Löwen |

| Arbitro: | Schlager |

|  |           |                 |
|  | Marcatori | 40’ Klostermann |

| Arbitro: | Dingert |

|                          |           |             |
| Kramarić 25’ (rig.), 78’ | Marcatori | 61’ Behrens |

| Arbitro: | Steinhaus |

|                 |           |  |
| Hinteregger 31’ | Marcatori |  |

| Arbitro: | Siebert |

|                                 |           |  |
| Ishak 52’ Pereira 88’ Löwen 90’ | Marcatori |  |

| Arbitro: | Willenborg |

|           |           |             |
| Kabak 75’ | Marcatori | 42’ Pereira |

| Arbitro: | Kampka |

|          |           |              |
| Kubo 82’ | Marcatori | 84’ Nastasić |

| Arbitro: | Winkmann |

|                        |           |  |
| Alario 61’ Volland 86’ | Marcatori |  |

| Arbitro: | Stieler |

|             |           |            |
| Pereira 48’ | Marcatori | 75’ Gnabry |

| Arbitro: | Siebert |

|                         |           |  |
| Klaus 38’ Tisserand 78’ | Marcatori |  |

| Arbitro: | Willenborg |

|  |           |                                                  |
|  | Marcatori | 56’ Drmić 63’ (aut.) Mühl 65’ Hazard 80’ Zakaria |

| Arbitro: | Schmidt |

|                                                           |           |           |
| Terrazzino 7’ Waldschmidt 34’ Petersen 54’, 56’ Grifo 61’ | Marcatori | 69’ Löwen |

### Coppa di Germania
| Arbitro: | Waschitzki |

|                  |           |                |
| Rubio 21’ (rig.) | Marcatori | 15’, 88’ Ishak |

| Arbitro: | Thomsen |

|                                  |                      |                                   |
| Breier 35’ Hildebrandt 94’       | Marcatori            | 90’ Zreľák 103’ Palacios-Martínez |
| Pepić Hildebrandt Bülow Williams | Tiri di rigore 2 – 4 | Behrens Margreitter Mühl Leibold  |

| Arbitro: | Osmers |

|           |           |  |
| Özcan 54’ | Marcatori |  |

## Statistiche

### Statistiche di squadra
| Competizione      | Punti | In casa | In casa | In casa | In casa | In casa | In casa | In trasferta | In trasferta | In trasferta | In trasferta | In trasferta | In trasferta | Totale | Totale | Totale | Totale | Totale | Totale | DR  |
| Competizione      | Punti | G       | V       | N       | P       | Gf      | Gs      | G            | V            | N            | P            | Gf           | Gs           | G      | V      | N      | P      | Gf     | Gs     | DR  |
| ----------------- | ----- | ------- | ------- | ------- | ------- | ------- | ------- | ------------ | ------------ | ------------ | ------------ | ------------ | ------------ | ------ | ------ | ------ | ------ | ------ | ------ | --- |
| Bundesliga        | 19    | 17      | 3       | 7       | 7       | 16      | 22      | 17           | 0            | 3            | 14           | 10           | 46           | 34     | 3      | 10     | 21     | 26     | 68     | -42 |
| Coppa di Germania | -     | 0       | 0       | 0       | 0       | 0       | 0       | 3            | 1            | 1            | 1            | 4            | 4            | 3      | 1      | 1      | 1      | 4      | 4      | 0   |
| Totale            | -     | 17      | 3       | 7       | 7       | 16      | 22      | 20           | 1            | 4            | 15           | 14           | 50           | 37     | 4      | 11     | 22     | 30     | 72     | -42 |

### Andamento in campionato
| Giornata  | 1  | 2  | 3  | 4 | 5  | 6  | 7  | 8  | 9  | 10 | 11 | 12 | 13 | 14 | 15 | 16 | 17 | 18 | 19 | 20 | 21 | 22 | 23 | 24 | 25 | 26 | 27 | 28 | 29 | 30 | 31 | 32 | 33 | 34 |
| --------- | -- | -- | -- | - | -- | -- | -- | -- | -- | -- | -- | -- | -- | -- | -- | -- | -- | -- | -- | -- | -- | -- | -- | -- | -- | -- | -- | -- | -- | -- | -- | -- | -- | -- |
| Luogo     | T  | C  | T  | C | T  | C  | T  | C  | C  | T  | C  | T  | C  | T  | C  | T  | C  | C  | T  | C  | T  | C  | T  | C  | T  | T  | C  | T  | C  | T  | C  | T  | C  | T  |
| Risultato | P  | N  | N  | V | P  | V  | P  | P  | N  | N  | P  | P  | N  | P  | P  | P  | P  | P  | P  | N  | P  | N  | P  | P  | P  | P  | V  | N  | N  | P  | N  | P  | P  | P  |
| Posizione | 13 | 13 | 14 | 8 | 14 | 10 | 12 | 14 | 14 | 15 | 15 | 15 | 15 | 15 | 17 | 18 | 18 | 18 | 18 | 17 | 18 | 18 | 18 | 18 | 18 | 18 | 17 | 17 | 17 | 17 | 17 | 17 | 18 | 18 |

Legenda:

Luogo: C = Casa; T = Trasferta. Risultato: V = Vittoria; N = Pareggio; P = Sconfitta.

### Statistiche dei giocatori
| Giocatore            | Bundesliga | Bundesliga | Bundesliga  | Bundesliga | Coppa di Germania | Coppa di Germania | Coppa di Germania | Coppa di Germania | Totale   | Totale | Totale      | Totale     |
| Giocatore            | Presenze   | Reti       | Ammonizioni | Espulsioni | Presenze          | Reti              | Ammonizioni       | Espulsioni        | Presenze | Reti   | Ammonizioni | Espulsioni |
| -------------------- | ---------- | ---------- | ----------- | ---------- | ----------------- | ----------------- | ----------------- | ----------------- | -------- | ------ | ----------- | ---------- |
| F. Bredlow           | 13         | 0          | 1           | 0          | 1                 | 0                 | 0                 | 0                 | 14       | 0      | 1           | 0          |
| P. Klandt            | -          | -          | -           | -          | -                 | -                 | -                 | -                 | -        | -      | -           | -          |
| C. Mathenia          | 22         | 0          | 2           | 0          | 2                 | 0                 | 0                 | 0                 | 24       | 0      | 2           | 0          |
| R. Bauer             | 22         | 0          | 3           | 1          | 2                 | 0                 | 0                 | 0                 | 24       | 0      | 3           | 1          |
| Ewerton              | 18         | 0          | 2           | 0          | 2                 | 0                 | 0                 | 0                 | 20       | 0      | 2           | 0          |
| K. Goden             | 5          | 0          | 1           | 0          | 1                 | 0                 | 1                 | 0                 | 6        | 0      | 2           | 0          |
| T. Leibold           | 32         | 0          | 6           | 1          | 2                 | 0                 | 1                 | 0                 | 34       | 0      | 7           | 1          |
| D. Lippert           | -          | -          | -           | -          | -                 | -                 | -                 | -                 | -        | -      | -           | -          |
| G. Margreitter       | 27         | 2          | 2           | 0          | 2                 | 0                 | 2                 | 0                 | 29       | 2      | 4           | 0          |
| L. Mühl              | 31         | 1          | 4           | 0          | 3                 | 0                 | 0                 | 0                 | 34       | 1      | 4           | 0          |
| E. Valentini         | 15         | 0          | 2           | 0          | 2                 | 0                 | 1                 | 0                 | 17       | 0      | 3           | 0          |
| H. Behrens           | 30         | 4          | 3           | 0          | 3                 | 0                 | 0                 | 0                 | 33       | 4      | 3           | 0          |
| P. Erras             | 19         | 0          | 1           | 0          | -                 | -                 | -                 | -                 | 19       | 0      | 1           | 0          |
| A. Fuchs             | 9          | 1          | 3           | 0          | 1                 | 0                 | 0                 | 0                 | 10       | 1      | 3           | 0          |
| I. Iličević          | 3          | 0          | 1           | 0          | -                 | -                 | -                 | -                 | 3        | 0      | 1           | 0          |
| L. Jäger             | 2          | 0          | 0           | 0          | -                 | -                 | -                 | -                 | 2        | 0      | 0           | 0          |
| S. Kerk              | 21         | 0          | 0           | 0          | 2                 | 0                 | 1                 | 0                 | 23       | 0      | 1           | 0          |
| E. Löwen             | 22         | 3          | 3           | 0          | 1                 | 0                 | 0                 | 0                 | 23       | 3      | 3           | 0          |
| M. Pereira           | 19         | 3          | 3           | 1          | 2                 | 0                 | 0                 | 0                 | 21       | 3      | 3           | 1          |
| O. Petrák            | 22         | 0          | 5           | 0          | 2                 | 0                 | 0                 | 0                 | 24       | 0      | 5           | 0          |
| S. Rhein             | 8          | 0          | 1           | 1          | 1                 | 0                 | 0                 | 0                 | 9        | 0      | 1           | 1          |
| T. Tillman           | 6          | 0          | 0           | 0          | -                 | -                 | -                 | -                 | 6        | 0      | 0           | 0          |
| M. Ishak             | 29         | 4          | 1           | 0          | 2                 | 2                 | 0                 | 0                 | 31       | 6      | 1           | 0          |
| T. Knöll             | 16         | 1          | 0           | 0          | 2                 | 0                 | 0                 | 0                 | 18       | 1      | 0           | 0          |
| Y. Kubo              | 22         | 1          | 2           | 0          | 1                 | 0                 | 1                 | 0                 | 23       | 1      | 3           | 0          |
| V. Misidjan          | 23         | 1          | 5           | 0          | 2                 | 0                 | 0                 | 0                 | 25       | 1      | 5           | 0          |
| F. Palacios-Martínez | 17         | 2          | 1           | 0          | 3                 | 1                 | 0                 | 0                 | 20       | 3      | 1           | 0          |
| E. Salli             | 3          | 0          | 1           | 0          | 1                 | 0                 | 0                 | 0                 | 4        | 0      | 1           | 0          |
| A. Zreľák            | 14         | 2          | 4           | 0          | 3                 | 1                 | 0                 | 0                 | 17       | 3      | 4           | 0          |